# Kazimierz Wyka

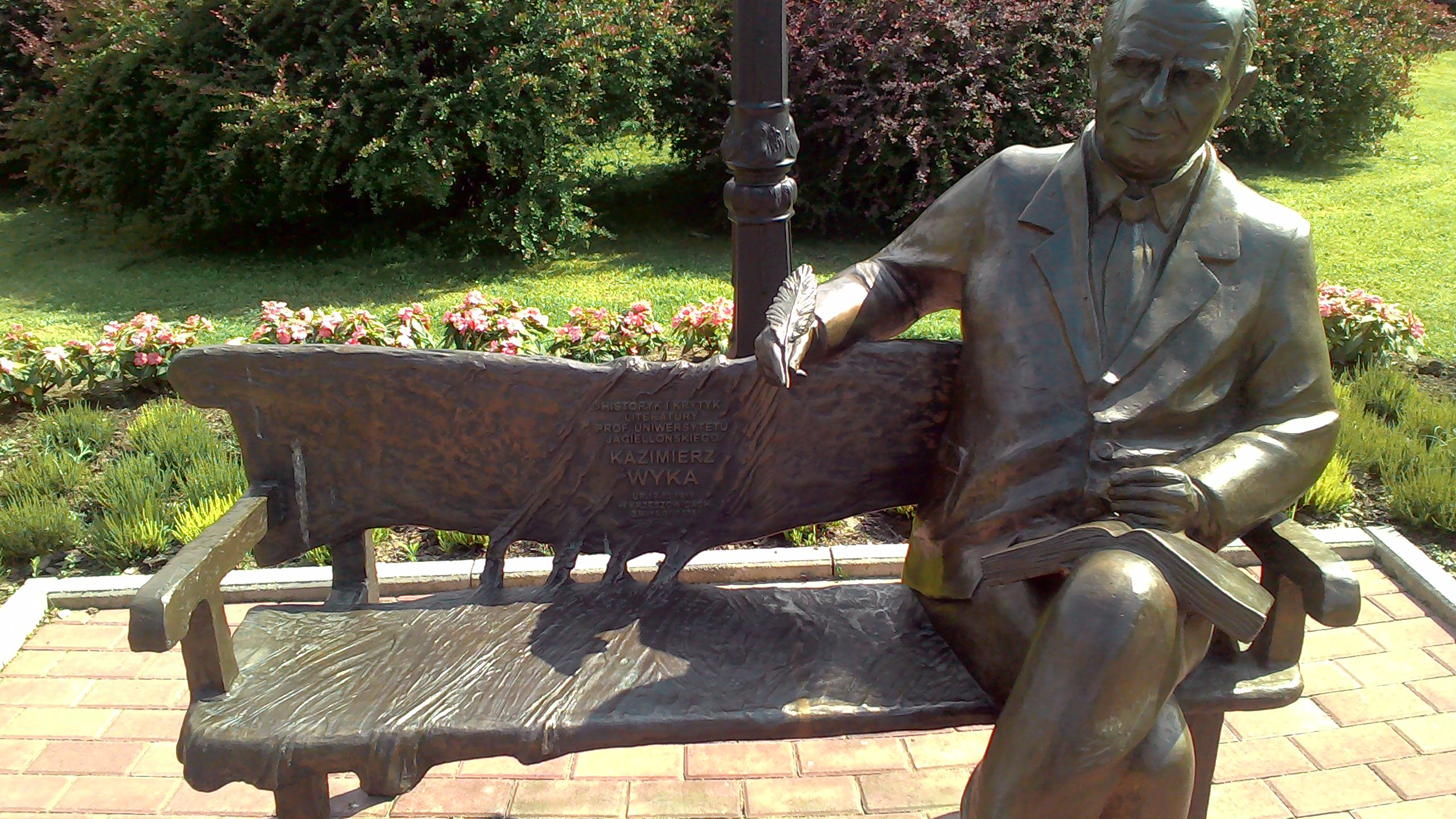
Ławeczka Kazimierza Wyki w Krzeszowicach

Kazimierz Wyka (ur. 19 marca 1910 w Krzeszowicach, zm. 19 stycznia 1975 w Krakowie) – polski historyk i krytyk literatury, eseista, profesor Uniwersytetu Jagiellońskiego, poseł na Sejm PRL I kadencji, członek prezydium Zarządu Głównego Towarzystwa Przyjaźni Polsko-Radzieckiej w 1952.

## Życiorys
Urodził się w rodzinie Wojciecha, właściciela niewielkiego tartaku, i Marii z Piętakiewiczów. Studiował filologię polską na Uniwersytecie Jagiellońskim (1928–1932), m.in. pod kierunkiem Ignacego Chrzanowskiego, Stefana Kołaczkowskiego i Kazimierza Nitscha. W latach 1933–1934 przebywał w Belgii i Francji jako stypendysta Funduszu Kultury Narodowej. Po powrocie ze stypendium został asystentem w Seminarium Historii Literatury Polskiej UJ. W latach 30. XX w. był jednym z najważniejszych krytyków literackich młodego pokolenia. W 1937 doktoryzował się na podstawie rozprawy „Studia nad programem Młodej Polski”. W 1939 był członkiem Komisji Literatury i Komisji Socjologicznej PAU.
Po wybuchu II wojny światowej ponownie zamieszkał w Krzeszowicach i przebywał tam do 1945. W czasie okupacji niemieckiej współpracował z polityczno-wojskową katolicką organizacją podziemną Unia. Działał w konspiracyjnym życiu literackim. Opublikował m.in. w podziemnym „Miesięczniku Literackim” List do Jana Bugaja (1943), poświęcony wierszom K. K. Baczyńskiego.
Po wojnie habilitował się (1946). Od 1948 był profesorem UJ, w latach 1948–1950 pełnił funkcję prodziekana Wydziału Humanistycznego, w latach 1963–1965 prorektora UJ. W 1948 współtworzył Instytut Badań Literackich PAN, na którego czele stał w latach 1953–1970. Seminarium literackie Kazimierza Wyki stało się zalążkiem tzw. krakowskiej szkoły krytyki. 
W 1945 został prezesem oddziału krakowskiego ZLP, w latach 1947–1958 (z przerwami) był prezesem Zarządu Głównego ZLP. W latach 1945–1950 był redaktorem naczelnym miesięcznika literackiego „Twórczość”. W 1952 został członkiem korespondentem, a w 1961 członkiem rzeczywistym PAN.
Pełnił mandat poselski w Sejmie PRL I kadencji (1952–1956).
Sygnatariusz Listu 34, krytykującego cenzurę w PRL; następnie wycofał swój podpis; jego nazwisko znalazło się też pod listem zbiorowym do The Times, zawierającym stwierdzenie, że w Polsce nie było represji i dyskredytującym Radio Wolna Europa.
W swych analizach literackich zajmował się szczególnie romantyzmem i Młodą Polską. Fascynowała go twórczość Stanisława Brzozowskiego. Był wnikliwym krytykiem współczesnej poezji polskiej, pisał m.in. o T. Różewiczu, Cz. Miłoszu, J. Harasymowiczu i A. Wacie.
Zmarł 19 stycznia 1975 w Krakowie, pochowany cmentarzu Salwatorskim (kwatera SC3-1-25). Obok niego spoczęła żona Jadwiga (1904–1988).

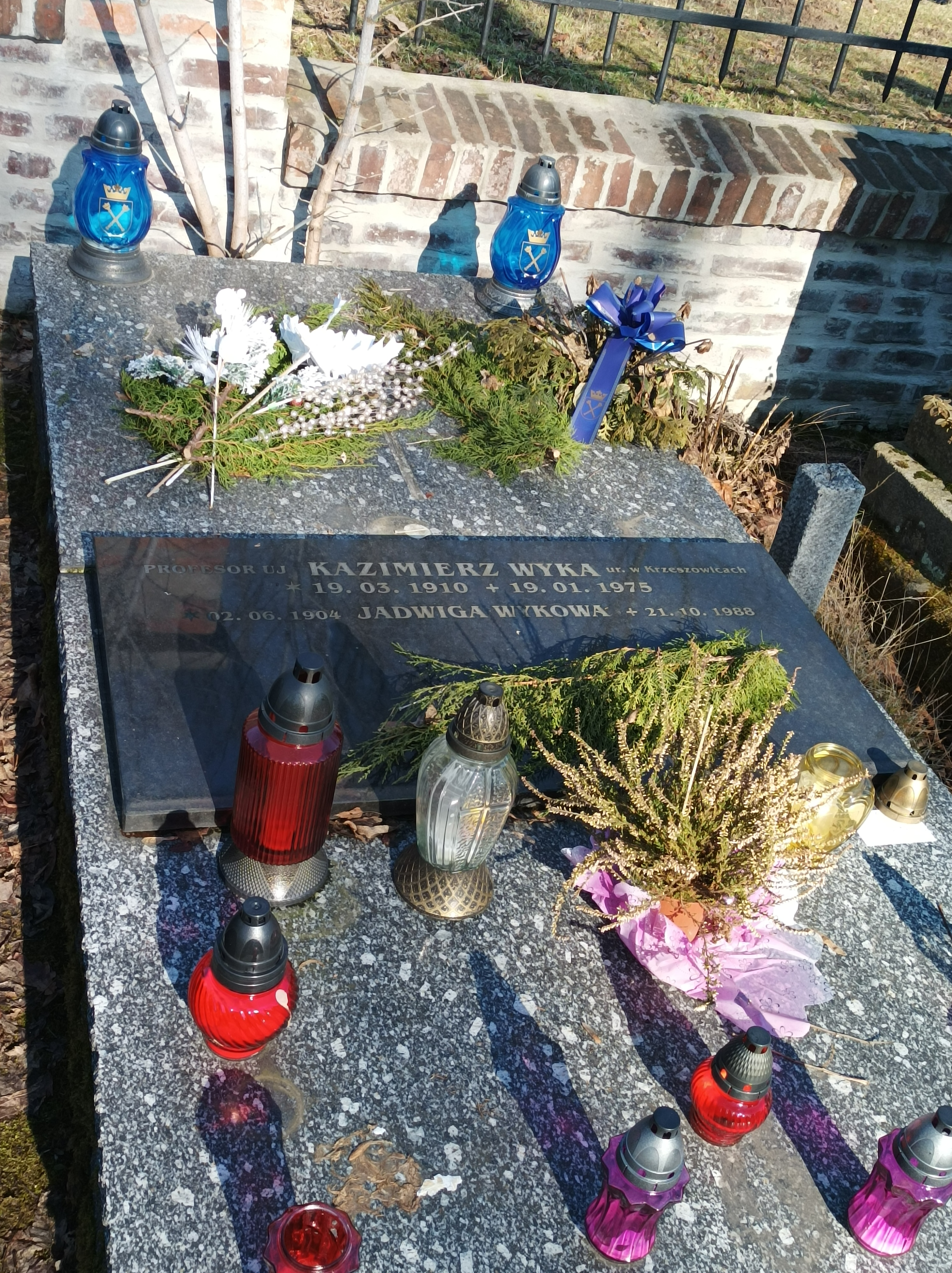
Grób prof. Kazimierza Wyki na cmentarzu Salwatorskim

Córkami Kazimierza Wyki są: Marta, profesor polonistyki UJ, i Małgorzata, artysta plastyk i graficzka.

## Dzieła
- Pogranicze powieści, Kraków 1948, 1974, 1989
- Cyprian Norwid, poeta i sztukmistrz, Kraków 1948
- Legenda i prawda „Wesela”, Warszawa 1950
- „Teka Stańczyka” na tle historii Galicji w latach 1849–1869, Wrocław 1951
- Matejko i Słowacki, Warszawa 1953
- O formie prawdziwej „Pana Tadeusza”, Warszawa 1955
- Szkice literackie i artystyczne, t. 1–2, Kraków 1956
- Życie na niby. Szkice z lat 1939–1945, Warszawa 1957, 1959, 1985, 2010
- Rzecz wyobraźni, Warszawa 1959, 1977
- Modernizm polski, Kraków 1959, 1968
- Duch poetów podsłuchane. Pastisze, Kraków 1959, 1962
- Krzysztof Baczyński 1921–1944, Kraków 1961
- Makowski, Kraków 1963, 1973
- Podróż do krainy nieprawdopodobieństwa, Kraków 1964
- Łowy na kryteria, Warszawa 1965
- Stara szuflada, Kraków 1967, wydanie 2, znacznie poszerzone w 2000
- Norwid w Krakowie, Kraków 1967
- Aleksander Fredro, Warszawa 1968, 1986
- O potrzebie historii literatury. Szkice polonistyczne z lat 1944–1967, Warszawa 1969
- Wędrówki po tematach, t. 1–3, Kraków 1971
- Thanatos i Polska, czyli o Jacku Malczewskim, Kraków 1971
- Literatura polska. Przewodnik encyklopedyczny (współautor), Warszawa 1985
- Pokolenia literackie, Kraków 1977, 1989
- Młoda Polska, t. 1–2, Kraków 1977, 1987
- Różewicz parokrotnie, Warszawa 1977
- Nowe i dawne wędrówki po tematach, Warszawa 1978
- Opowiadania, Kraków 1978
- Reymont, czyli Ucieczka do życia, Warszawa 1979
- Odeszli, Warszawa 1983
- List do Jana Bugaja. Droga do Baczyńskiego, Warszawa 1986
- Cyprian Norwid, Kraków 1989
- Baczyński i Różewicz, Kraków 1994
- Wyznania uduszonego, Kraków 1995
- Wśród poetów, Kraków 2000
- Tylnym pomostem. Felietony zebrane, Kraków 2010

## Ordery i odznaczenia
- Order Sztandaru Pracy I klasy (25 kwietnia 1956)[9]
- Krzyż Komandorski z Gwiazdą Orderu Odrodzenia Polski (1956)
- Order Sztandaru Pracy II klasy (22 lipca 1949)[10]
- Krzyż Oficerski Orderu Odrodzenia Polski (22 lipca 1952)[11]
- Medal 10-lecia Polski Ludowej (14 stycznia 1955)[12]
- Złota odznaka „Za pracę społeczną dla miasta Krakowa” (1964)[13]

## Nagrody
- Nagroda Państwowa II stopnia za całość pracy naukowej w minionym dziesięcioleciu w zakresie historii i krytyki nowszej literatury polskiej (1955)[14]
- Nagroda „Życia literackiego” (1958)
- Nagroda Państwowa I stopnia (1972)[15]
- Nagroda Ministra Oświaty i Szkolnictwa Wyższego (1972)
- Nagroda Komitetu do spraw Radia i Telewizji (1974)

## Upamiętnienie
31 stycznia 1979 w Warszawie jednej z ulic na terenie obecnej dzielnicy Bemowo zostało nadanie imię Kazimierza Wyki.
W 1980 Prezydent Miasta Krakowa ustanowił literacką Nagrodę im. Kazimierza Wyki.
Kazimierz Wyka jest patronem Miejsko-Gminnej Biblioteki w Krzeszowicach.
W 1986 Stowarzyszenie Miłośników Ziemi Krzeszowickiej ufundowało tablicę pamiątkową z popiersiem K. Wyki. Odsłonięcie jej nastąpiło 16 grudnia 1986 na froncie budynku, gdzie się urodził (obecna ul. K. Wyki nr 8).